# How Soon Is Now?
"How Soon Is Now?" é uma canção de 1984 lançada originalmente pela banda The Smiths via Sire Records. Foi escrita por Morrissey e Johnny Marr. Originalmente consistia no lado B do single de 1984, "William, Really Nothing", "How Soon Is Now?" foi posteriormente apresentado na coletânea Hatful of Hollow e nas edições dos Estados Unidos, Canadá, Austrália e Warner UK do segundo disco da banda, Meat Is Murder. Foi lançado tardiamente como single no Reino Unido em 1985, alcançou o número 24 na UK Singles Chart. Quando foi relançado em 1992, atingiu o número 16.
Em 2002, a banda russa t.A.T.u. lançou como single uma versão cover da música, parte de seu álbum 200 km/h in the Wrong Lane.

## Lançamento
Seymour Stein, vice-presidente da Warner Bros. Records e co-fundador da Sire Records, comentou na ocasião deste lançamento que "How Soon Is Now?" era o  Stairway to Heaven nos anos 1980, enquanto Johnny Marr a descreveu como: …possivelmente a nossa faixa mais duradoura. É a favorita da maioria das pessoas, eu acho. Embora a canção tenha se colocado numa posição proeminente no repertório dos Smiths, ela não chega a ser representante do gênero musical da banda.
"How Soon Is Now?"  tornou-se mais difundida internacionalmente ao ser escolhida como tema de abertura da série estadunidense para televisão, Charmed. Interpretada por Love Spit Love, uma banda que resultou do projecto dos The Psychedelic Furs. Esta mesma versão cover foi utilizada no filme estadunidense sobre um coven de adolescentes, The Craft e em outro filme, Closer.
Em 2004, a revista Rolling Stone colocou a música no 486º lugar na Lista das 500 melhores canções de todos os tempos da Revista Rolling Stone.

## Single
7" - Rough Trade / RT176 (UK)
1. "How Soon Is Now? [fade-out version]" (3:53)
2. "Well I Wonder" (4:00)

- in original green sleeve

12" - Rough Trade / RTT176 (UK)
1. "How Soon Is Now?" (6:43)
2. "Well I Wonder" (4:00)
3. "Oscillate Wildly" (3:24)

### Versão de t.A.T.u.
1. "How Soon Is Now?" – 3:15
2. "Ne Ver, Ne Boisia" (Eurovision 2003) – 3:02

## Filmes
Trilha Sonora:
- Out Of Bounds
- Closer